# Urmston
Urmston è una località di 41.000 abitanti della contea della Greater Manchester, in Inghilterra, parte del borgo di Trafford restando però esterna rispetto al raccordo autostradale M60 che circonda Manchester.
Fu comune dal 1894 al 1974.